# 蓮江村
蓮江村（はすえむら）は石川県能美郡にあった村。現在の小松市北西部、木場潟の東岸にあたる。

## 地理
- 湖沼 ： 木場潟

## 歴史
- 1889年（明治22年）4月1日 - 町村制の施行により、蓮代寺村、本江村、勘定村及び三谷村の区域をもって、蓮江村が発足する。
- 1907年（明治40年）8月5日 - 本折村、浅井村及び蓮江村が合併して、苗代村が発足する。